# Thomas Akers
Pour l’article homonyme, voir Akers.
Thomas Dale Akers, plus couramment appelé Tom Akers, est un astronaute américain né le 20 mai 1951 à Saint-Louis, dans l'État du Missouri. Il a été embauché en 1987 pour un programme de la NASA.

## Biographie
Thomas Akers est né à St. Louis au Missouri le 20 mai 1951. Il a fait des études à la Eminence High School du Missouri, et a obtenu son diplôme en 1969.

## Vols réalisés
Il réalise 4 vols en tant que spécialiste de mission :
- 6 octobre 1990 : Discovery (STS-41)
- 7 mai 1992 : vol inaugural d'Endeavour (STS-49)
- 2 décembre 1993 : durant la mission STS-61 d'Endeavour, Tom Akers participe à la maintenance du Télescope spatial Hubble, pour laquelle il exécute deux sorties extravéhiculaires d'une durée totale de plus de 13 heures.
- 16 septembre 1996 : Atlantis (STS-79)